# Еврейский легион (1917—1919)
Еврейский легион (англ. Jewish Legion, ивр. הגדודים העבריים‎ [ха-гдуди́м ха-иврии́м]) — воинское подразделение в британской армии во время Первой мировой войны, состоящее из еврейских добровольцев.
В декабре 1914 года Зеев Жаботинский и Иосиф Трумпельдор выдвинули идею формирования «Еврейского легиона», который будет участвовать в британских военных действиях по оккупации Палестины, принадлежавшей тогда Османской империи. Взамен этого, по предложению Великобритании, был создан «Сионский корпус погонщиков» («Zion Mule Corps», известный также как «Отряд погонщиков мулов»), и в марте 1915 года 650 еврейских добровольцев начали подготовку в его составе. В конце апреля отряд уже участвовал в операции на полуострове Галлиполи.
В августе 1917 года было официально объявлено уже о формировании полка на базе 5 батальонов королевских стрелков (с 38-го по 42-й батальон). В основном он состоял из евреев Палестины и других провинций Османской империи, Великобритании, России, Соединённых Штатов Америки и Канады.
По политическим причинам британские власти были против участия евреев-добровольцев на палестинском фронте, но в конечном итоге 38-й, 39-й и 40-й батальоны приняли участие в военных действиях в составе экспедиционной армии Э. Алленби в Палестине, в форсировании реки Иордан и захвате ас-Салта в 20 милях (32 км) к северу от Иерусалима.

## Отряд погонщиков мулов
В начале Первой мировой войны в Александрии (Египет) скопилось до 12 000 еврейских беженцев. Большинство из них составляли выходцы из России, депортированные из Палестины турками в Египет за отказ принять турецкое гражданство.
В декабре 1914 года один из лидеров сионистского движения в России В. Жаботинский предложил ветерану Порт-Артура, а ныне депортированному из Палестины И. Трумпельдору и другим, идею о создании «Еврейского легиона» — полка для участия в завоевании Палестины англичанами. В конечном итоге, на собрании беженцев было принято решение обратиться к британскому военному руководству в Египте с предложением о создании еврейского полка. Под этим решением подписались около ста человек.
Спустя некоторое время делегация Жаботинского и Трумпельдора была принята командующим британскими силами в Египте генералом Джоном Максвеллом. На предложение о создании «Еврейского легиона» для борьбы с турками в Палестине, Максвелл ответил, что палестинское направление пока неактуально. Кроме того, ссылаясь на запрет призывать иностранцев в британскую армию, он предложил сформировать из молодых добровольцев отряд для транспортировки на мулах и послать его на какой-нибудь другой турецкий фронт.
Таким образом был создан «Сионский корпус погонщиков» («Zion Mule Corps», известный также как «Отряд погонщиков мулов»), и в марте 1915 года 650 еврейских добровольцев начали подготовку в его составе. Его командиром был назначен подполковник Джон Генри Паттерсон, ирландский протестант, Трумпельдор стал его заместителем. Жаботинский отказался участвовать в отряде, считая, что надо создавать более значительное подразделение.

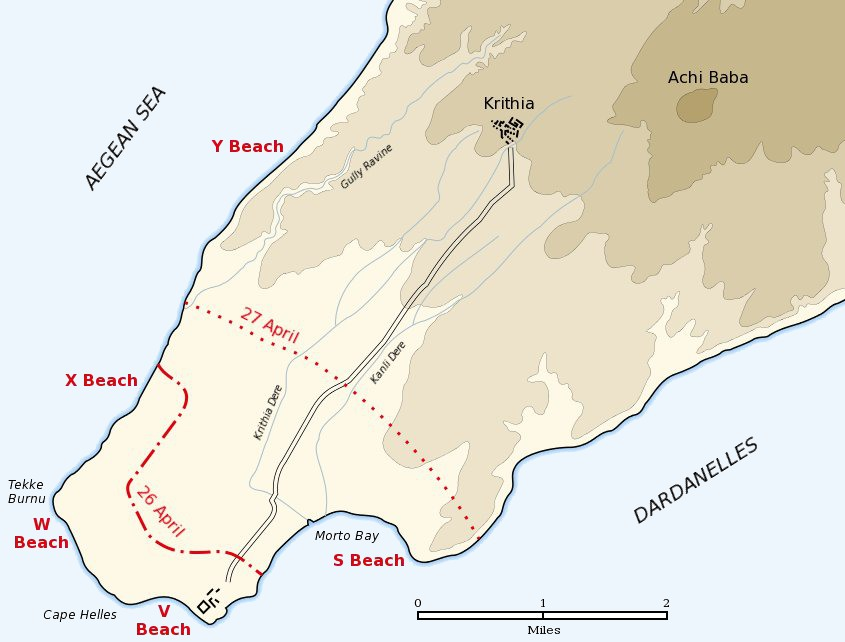
Карта высадки на мысе Хеллес

25 апреля 1915 года вместе с британскими, австралийскими, новозеландскими и французскими подразделениями «Отряд погонщиков мулов» в составе около 500 бойцов высадился на полуострове Галлиполи на берегу мыса Хеллес. Подразделения были встречены интенсивным пулемётным огнём. Жаботинский позже писал, что Трумпельдор оказался прав в том, что опасность для транспорта и для траншей одна и та же. В тяжёлых боевых условиях добровольцы проявили себя с лучшей стороны. Трое из них были награждены британскими медалями за отличие. Один из них, капрал М. Грушковский, был награждён за то, что под сильным обстрелом, несмотря на панику мулов и на ранения в обе руки, доставил боеприпасы на передовую. Трумпельдор был ранен в плечо, но отказался покинуть поле боя. Паттерсон, которого после нескольких ранений сменил Трумпельдор, позже писал: «Многие из сионистов, о которых я думал, что им несколько не хватает мужества, показали себя бесстрашными под шквальным огнём». 14 бойцов погибли, более 60 получили ранения.
После ухода англичан из Галлиполи отряд был возвращён в Александрию и там был 26 мая 1916 года расформирован, несмотря на все обращения Трумпельдора сохранить зарекомендовавшее себя боевое подразделение до начала операций на палестинском фронте.

## Создание Еврейского легиона
Жаботинский, вскоре после встречи с Максвеллом уехал, вначале в Италию на встречу с П. Рутенбергом, затем — во Францию. Благодаря помощи Рутенберга и своим связям в журналистской и политических сферах, ему удалось встретиться с политиками, в частности, с заместителем министра колоний Италии Моска и министром иностранных дел Франции Т. Делькассэ. На этих встречах он пытался заинтересовать их идеей создания Еврейского легиона при условии поддержки сионистами планов этих стран в отношении Палестины. Когда эти попытки потерпели неудачу, он переехал в Лондон, решив, что только Великобритания может стать реальной страной, где можно будет реализовать его план. Поначалу он и там наткнулся на неприятие идее создания легиона, в частности, со стороны военного министра лорда Китченера.
Руководство официальных сионистских кругов, включая Е. В. Членова и Н. Соколова и руководителей российских сионистов, которые придерживались нейтральной линии в войне, было не только настроено против плана Жаботинского, но и пыталось помешать его реализации, используя свои связи среди европейских политиков. А после заседания Исполнительного комитета Всемирной сионистской организации в 1915 году в Копенгагене, принявшем резолюцию против создания еврейских подразделений в английской армии, по словам Жаботинского, он «внезапно оказался на военном положении, почти один против всей сионистской организации». Тем не менее, он получал моральную поддержку как со стороны Х. Вейцмана, бывшего сторонником Легиона, но не желавшего идти на конфликт с сионистским руководством, так и от других сионистов и неевреев.
Одним из них стал бывший командир «Отряда погонщиков мулов» Паттерсон, находившийся в Лондоне на лечении. Он познакомил Жаботинского с тогда капитаном Лео Эмери, будущим помощником Ллойда Джорджа, принимавшим участие в подготовке Декларации Бальфура. В ходе дебатов по вопросу о возможном призыве в армию (или — высылке в Россию) евреев, подданных России, находившихся в Англии, ему удалось наладить контакт с тогдашним министром внутренних дел Гербертом Сэмюэлом (позже — первый Верховный комиссар Палестины).

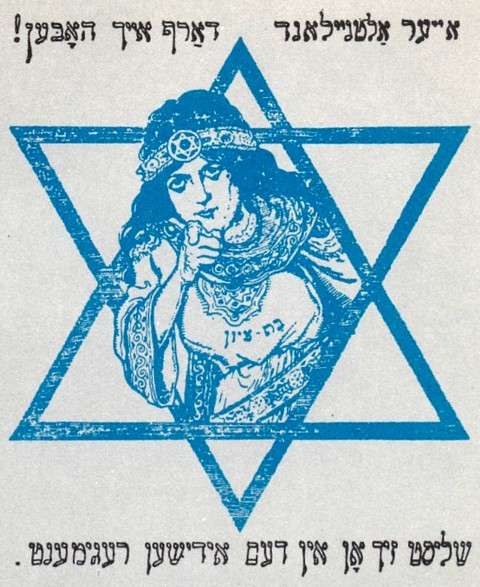
Дочь Сиона: «Ты нужен своей Старой Новой Земле! Вступай в еврейский полк!»
Вербовочный плакат Еврейского легиона на идише

Как раз к этому времени, в конце 1916 года, в Лондон были переведены из Египта 120 бойцов распущенного «Отряда погонщиков мулов». Вначале они были включены в 21-й батальон, а позднее стали ядром будущего легиона.
Тем временем военно-политическая ситуация в Великобритании также менялась. В июне 1916 года погиб лорд Китченер, один из главных противников легиона в британском военном руководстве. Войска союзников и самой Великобритании несли большие потери. В 1917 году в России произошла Февральская революция, и союзники опасались перевода германских войск на Западный фронт. На этом фоне британское руководство приняло инициативу Жаботинского, и в июле 1917 года Паттерсон получил приказ сформировать еврейский полк. Таким образом, не имеющий никакого официального статуса (он был всего лишь разъездным корреспондентом газеты «Русские ведомости»), несмотря на противодействие как британского истеблишмента, так и сионистского руководства, Жаботинский подготовил реальную базу для принятия этого решения.
Хотя согласованное с военным ведомством название «Еврейский полк» («The Jewish Regiment»), из-за противодействия его противников, названных Жаботинским «ассимиляторами», было заменено на «38-й батальон королевских фузилёров» (Royal Fusiliers (англ.)), после занятия Заиорданья полку всё же было присвоено первоначальное название.
Позже Жаботинский писал:

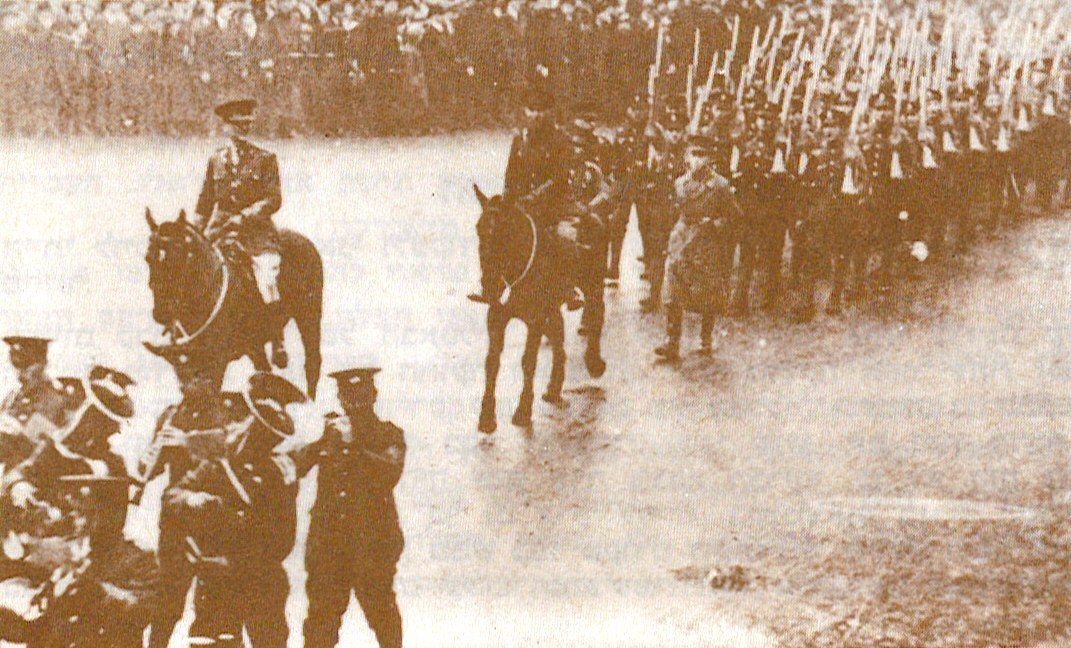
Марш еврейского батальона по улицам Лондона, 1918

2 февраля 1918 года первый еврейский батальон с привинченными штыками промаршировал по главным улицам Лондона […] На крыльце Мэншон Хауза, среди пышной свиты, стоял в своих средневековых одеждах лорд-мэр и принимал салют еврейского батальона. Комично: рядом с ним я вдруг увидел майора Р., одного из злейших противников наших, члена той ассимиляторской делегации, — он стоял весьма гордо и победоносно, явно греясь на солнышке нашего успеха, раз не удалось ему помешать.

Из Сити батальон направился в Уайтчепел. Там ждал нас тот самый генерал-адъютант сэр Невилл Макриди (англ.) со своим штабом, и десятки тысяч народу на улицах, в окнах, на крышах. Бело-голубые флаги висели над каждой лавчонкой; женщины плакали на улицах от радости; старые бородачи кивали сивыми бородами и бормотали молитву «благословен давший нам дожить до сего дня»…
Другие источники также отмечают сильное впечатление, произведённое этим маршем и энтузиазм приветствовавших его.
В ноябре 1917 года, через несколько месяцев после принятия решения о создании еврейского полка, когда была опубликована Декларация Бальфура и сионистское руководство изменило своё отношение к его созданию, в полк также вступили и проводили соответствующую агитацию такие политические противники Жаботинского как Давид Бен-Гурион и Ицхак Бен-Цви.

## Египет, участие в боевых действиях в Палестине
38-й батальон (под командованием полковника Дж. Паттерсона) состоял в основном из евреев Великобритании и русскоязычных евреев, 39-й батальон (командир — полковник Э. Марголин), состоявший из еврейских добровольцев из США и Канады, и 40-й (евреи Палестины, командир — полковник Ф. Сэмюэль, затем М. Ф. Скот), были сформированы позднее в 1918 году. Согласно Жаботинскому, из 10 000 рекрутов только 5000 попали в Палестину; остальные, проведя несколько месяцев в Плимуте под командой полковника Миллера, были там же демобилизованы.

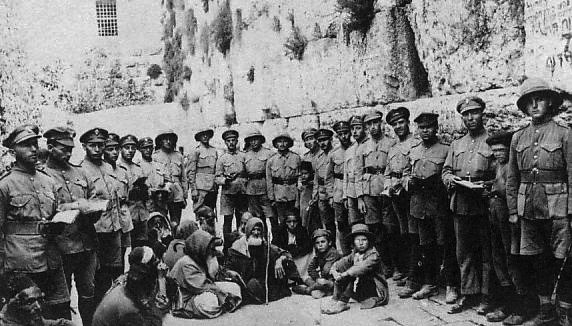
Солдаты легиона у Стены плача после взятия Иерусалима, 1917

38-й батальон покинул Англию в составе 991 человек, в том числе 31 офицер.
В июне 1918 года 38-й батальон и части 39-го батальона приняли участие в военных действиях в составе экспедиционной армии Алленби, в том числе в форсировании реки Иордан и захвате ас-Салта в 20 милях (32 км) к северу от Иерусалима, начальником гарнизона которого стал Марголин. Во время операции в долине реки Иордан, более 20 легионеров были убиты, ранены или захвачены в плен, 30 позднее скончались от ран.
Затем легион перешёл под командование генерал-майора Эдварда Чейтора, командовавшего конной дивизией АНЗАК.
В середине сентября 1918 года, кроме более мелких операций, легион также участвовал в битве при Мегиддо, считающейся одной из последних и решительных побед над Османской империей. Позже Чейтор сказал о действиях еврейских войск: «Форсируя (реку) Иордан, вы в немалой степени помогли достижению большой победы, одержанной в Дамаске».

## Потери
| Батальон            | 38-й | 39-й | 40-й | 42-й | 38-й/40-й | Переведённые внутри легиона |
| Количество погибших | 43   | 23   | 12   | 3    | 9         | 1                           |

## После окончания войны

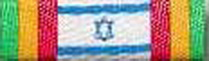
Нашивка ветеранов легиона.

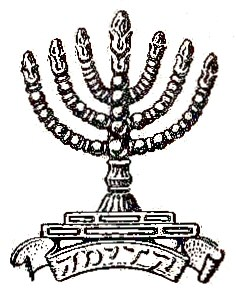
Офицерский знак на головной убор, в виде меноры со словом «Кадима»

Почти весь состав легиона был уволен сразу после окончания Первой мировой войны в ноябре 1918 года.
Некоторые из его бойцов вернулись в свои страны, другие поселились в Палестине, чтобы реализовать свои сионистские планы. В конце 1919 года легион был сокращён до одного батальона под названием «Первые иудеи» («First Judeans»), офицеры которого носили фуражки со знаком в виде рисунка меноры с ивритским словом «Кадима» (с ивр. — «Вперёд»).

## Участники Еврейского легиона
Среди членов Еврейского легиона были: Давид Бен-Гурион, Ицхак Бен-Цви, Элияху Голомб, Нахум Гутман, Яаков Дори, Элиэзер Йоффе, Берл Каценельсон, Нехемия Рабичев, Джейкоб Эпстайн, Леви Эшколь, Луис Фишер и другие.

## Ветераны легиона и послевоенные события в Палестине
Ветераны легиона принимали участие в обороне еврейских общин во время арабских беспорядков в Палестине во время праздника Песах в 1920 году, в ходе которых был арестован Жаботинский. При этом, ещё не демобилизованные еврейские солдаты не смогли участвовать в обороне ишува, поскольку были связаны военной дисциплиной. Тогда же, при обороне Тель-Хая, погиб капитан Трумпельдор. Среди семи погибших при обороне были ещё два бывших бойца легиона.
Один ветеран легиона был убит в Тель-Авиве-Яффо в ходе беспорядков 1921 года, другой погиб при исполнении служебных обязанностей во время Второй мировой войны.

## Музей Еврейского легиона
В 1932 году 60 бывших солдат легиона родом из США, Канады и Аргентины основали севернее города Нетания мошав Авихаил, где в 1961 году был открыт Дом легиона и музей Еврейского легиона.